# Лысая Балка
Лысая Балка (укр. Лиса Балка) — село,
Добровольский сельский совет,
Васильковский район,
Днепропетровская область,
Украина.
Код КОАТУУ — 1220784404. Население по переписи 2001 года составляло 62 человека.

## Географическое положение
Село Лысая Балка находится в балке Лысая на расстоянии в 2 км от сёл Гришаи и Доброволье.